# IPhone 4
iPhone 4 – smartfon firmy Apple. Jest następcą iPhone’a 3GS. Zaprezentowany został 7 czerwca 2010.
Smartfon został oparty na procesorze Apple A4 oraz 512 MB RAM. Ostatnią wersją systemu operacyjnego iOS wydaną przez Apple na to urządzenie jest 7.1.2.
iPhone 4 ma 3,5-calowy wyświetlacz Retina. Smartfon nie jest już w ofercie Apple, jego następcą został iPhone 4S.